# Алиева, Земфира Мамедали кызы
Земфира Алиева Мамедали кызы (азерб. Zemfira Məmmədəli qızı Əliyeva; 25 декабрь 1941, Кировабад – 26 ноябрь 1995, Баку) — азербайджанская актриса. Народный артист Азербайджанской ССР (1982).

## Биография
Земфира Алиева родилась 25 декабря 1941 года в городе Кировабаде. С самого детства Земфира играла детские роли в спектаклях Гянджинского Дома детского творчества.
В 17 лет ей была поручена роль Сары в спектакле по произведению Джафара Джаббарлы «Увядшие цветы». После этого актриса была привлечена в театр и в короткие сроки сыграла сложные роли в спектаклях «Вагиф» (Гюльнар) Самеда Вургуна, «Доброе утро» (Лиза) Виктора Розова, «Медея» (Медея) Еврипида, «Мать дочь» (Марьям) Афгана Аскерова. Она также сыграла роли в телевизионных представлениях и фильмах.
В 1972 году Земфира Алиева вступила в труппу Нахичеванского Дома молодёжного творчества.
С 1988 по 1995 год работала в Академическом Национальном Драматическом Театре.
Земфира Алиева была супругой народного артиста, режиссёра Вагифа Асадова.
Умерла 26 ноября 1995 года в Баку.

## Фильмография
1. «Великая опора» (фильм, 1962)
2. «Родные берега» (фильм, 1989)
3. "Если ты придешь к нам…" (фильм, 1990)
4. "Чужая" (фильм, 1990)
5. «Газельхан» (фильм, 1991)
6. "Окно" (фильм, 1991)
7. "Мой белый город" (фильм, 1993)
8. "Потерянная невеста" (фильм, 1994)
9. "Место рождения" (фильм, 1994)
10. "Обстрел откладывается!..." (фильм, 2002)
11. "Манас"

## Звания и награды
- Заслуженная артистка Азербайджанской ССР  (1 июня 1974)[2]
- Народная артистка Азербайджанской ССР (1 декабрь 1982)[3]